# Gheorghiță Lupău
Gheorghiță Lupău (n. 8 decembrie 1945) este un fost deputat român în legislatura 1990-1992, ales în județul Bihor pe listele partidului FSN. În cadrul activității sale parlamentare, Gheorghiță Lupău a fost membru în grupurile parlamentare de prietenie cu Republica Portugheză, Republica Federală Germania, Regatul Thailanda, Republica Italiană, Canada, Ungaria și Franța.

## Legături externe
- Gheorghiță Lupău Arhivat în 18 august 2016, la Wayback Machine. la cdep.ro